# Distrikt Cujillo
Der Distrikt Cujillo liegt in der Provinz Cutervo in der Region Cajamarca im Norden Perus. Der Distrikt wurde am 2. Januar 1857 gegründet. Er besitzt eine Fläche von 98,7 km². Beim Zensus 2017 wurden 2618 Einwohner gezählt. Im Jahr 1993 lag die Einwohnerzahl bei 2899, im Jahr 2007 bei 2916. Sitz der Distriktverwaltung ist die 1579 m hoch gelegene Ortschaft Cujillo mit 385 Einwohnern (Stand 2017). Cujillo befindet sich 40 km nordöstlich der Provinzhauptstadt Cutervo.

## Geographische Lage
Der Distrikt Cujillo befindet sich an der Ostflanke der peruanischen Westkordillere am Ostrand der Provinz Cutervo. Der Río Marañón fließt entlang der nördlichen Distriktgrenze nach Westen. Der Distrikt wird von dessen linken Nebenflüssen Río Silaco im Osten und Río Malleta im Westen begrenzt.
Der Distrikt Cujillo grenzt im Süden an den Distrikt La Ramada, im Südwesten an den Distrikt San Juan de Cutervo, im Westen an den Distrikt Santo Tomás, im Norden an die Distrikte Yamón und Lonya Grande (beide in der Provinz Utcubamba) sowie im Osten an den Distrikt Pión (Provinz Chota).

## Ortschaften
Neben dem Hauptort gibt es folgende größere Ortschaften im Distrikt:
- Cunuat
- Yunchaco